# 에이스 컴뱃
《에이스 컴뱃(일본어: エースコンバット 에스콘밧토[*], 영어: Ace Combat)》은 남코와 그 후신인 반다이 남코 엔터테인먼트에서 개발하는 전투기 비행 시뮬레이션 비디오 게임 시리즈이다. 1995년 플레이스테이션으로 발매한 《에이스 컴뱃(일본어: エースコンバット, 영문명 에어 컴뱃 영어: Air Combat)》에서 시작해, 현재까지 8개의 본편 게임들과 여러 외전 게임들, 그리고 소설, 프라모델, 사운드트랙 앨범 등을 포괄하는 시리즈로 이어지고 있다.
《에이스 컴뱃》 시리즈는 빠른 속도의 액션과 드라마틱한 줄거리, 사실과 비슷한 체험을 강조한다. 예를 들어, 전투기로 피치, 요, 롤, 스톨을 제어할 수 있지만, 한 번에 유도탄을 수십 발씩 탑재하고 출격할 수도 있다. 에이스 컴뱃 시리즈는 2018년까지 1,400만여 장을 판매하고, 《에이스 컴뱃 7: 스카이즈 언노운》 발매 이후 2021년까지 250만여 장을 더 판매했다.

## 개요
《에이스 컴뱃》 시리즈는 실제의 현대 전투기와, 게임 상에서 개조되어 등장하거나 완전히 가상으로만 존재하는 전투기 등 다양한 기체들을 조종하여 적군 보스로 등장하는 강력한 무기들을 상대할 수 있다는 점을 특징으로 한다. 시리즈 내의 각 작품들에서는 세계 내에서 등장한 인물들과 사건들을 서로 언급하며 시리즈의 연속성을 주고 있다.
| 제목                               | 일본어 제목                                               | 발매일자                                                           | 플랫폼                             |
| ---------------------------------- | --------------------------------------------------------- | ------------------------------------------------------------------ | ---------------------------------- |
| 에이스 컴뱃                        | 일본어: エースコンバット                                  | 1995년 6월 30일                                                    | 플레이스테이션                     |
| 에이스 컴뱃 2                      | 일본어: エースコンバット2                                 | 1997년 5월 30일                                                    | 플레이스테이션                     |
| 에이스 컴뱃 3: Electrosphere       | 일본어: エースコンバット3 エレクトロスフィア              | 1999년 5월 27일                                                    | 플레이스테이션                     |
| 에이스 컴뱃 04: Shattered Skies    | 일본어: エースコンバット04 シャッタードスカイ             | 2001년 9월 13일                                                    | 플레이스테이션 2                   |
| 에이스 컴뱃 5: The Unsung War      | 일본어: エースコンバット5 ジ・アンサング・ウォー          | 2004년 10월 21일 2019년 1월 17일                                   | 플레이스테이션 2 플레이스테이션 4  |
| 에이스 컴뱃 제로: The Belkan War   | 일본어: エースコンバット・ゼロ ザ・ベルカン・ウォー       | 2006년 3월 23일                                                    | 플레이스테이션 2                   |
| 에이스 컴뱃 X: Skies of Deception  | 일본어: エースコンバットX スカイズ・オブ・デセプション    | 2006년 10월 26일                                                   | 플레이스테이션 포터블              |
| 에이스 컴뱃 6: Fires of Liberation | 일본어: エースコンバット6 解放への戦火                    | 2007년 11월 1일 2019년 1월 17일                                    | 엑스박스 360 엑스박스 원           |
| 에이스 컴뱃 Xi: Skies of Incursion | 일본어: エースコンバットXi スカイズ・オブ・インカージョン | 2009년 12월 4일 2015년 3월 30일 서비스 종료                        | iOS                                |
| 에이스 컴뱃 X2: Joint Assault      | 일본어: エースコンバットX2 ジョイントアサルト             | 2010년 8월 26일                                                    | 플레이스테이션 포터블              |
| 에이스 컴뱃 어설트 호라이즌        | 일본어: エースコンバット アサルト・ホライゾン             | 2011년 10월 13일                                                   | 플레이스테이션 3/엑스박스 360/스팀 |
| 에이스 컴뱃 3D: Cross Rumble       | 일본어: エースコンバット3D クロスランブル                 | 2012년 1월 12일                                                    | 닌텐도 3DS                         |
| 에이스 컴뱃 인피니티               | 일본어: エースコンバット インフィニティ                   | 2014년 5월 20일 2018년 3월 31일 서비스 종료                        | 플레이스테이션 3                   |
| 에이스 컴뱃 7: 스카이즈 언노운     | 일본어: エースコンバット7 スカイズ・アンノウン            | 2019년 1월 17일(플레이스테이션 4/엑스박스 원) 2019년 2월 1일(스팀) | 플레이스테이션 4/엑스박스 원/스팀  |

## 배경
《에이스 컴뱃》 시리즈는 현실의 지형, 사건, 전쟁들에 일부 기반한, 가공의 지형과 나라들이 등장하는 '스트레인지리얼(영어: Strangereal)'이라는 가공의 세계를 주 배경으로 한다. 이 세계는 현실과 같은 태양계에서 지구의 위치를 차지하고 있지만, 작중 1999년에 발생한 소행성 충돌의 영향을 받아 파괴된 도시들과 운석 충돌구들이 있는 등, '이상하면서도, 현실적인(영어: strange, real)' 게임 환경을 제공한다. 명확하게 스트레인지리얼을 배경으로 하는 작품들으로 《에이스 컴뱃 3》, 《에이스 컴뱃 04》, 《에이스 컴뱃 5》, 《에이스 컴뱃 제로》, 《에이스 컴뱃 6》, 《에이스 컴뱃 7》이 있다. 《에이스 컴뱃 X》, 《에이스 컴뱃 Xi》, 《에이스 컴뱃 3D》 등은 공식적으로 스트레인지리얼을 배경으로 하는지 명확히 밝혀지지 않았으나 연결점이 있는 작품으로, 그 위치가 불명확하다.
현실의 지구를 배경으로 한 작품들도 있지만, 그런 작품들도 스트레인지리얼에서 여러 요소들을 따 왔다.

## 미디어 믹스
2011년 《에이스 컴뱃 어설트 호라이즌》 발매와 함께, 《에이스 컴뱃 04》, 《에이스 컴뱃 5》, 《에이스 컴뱃 제로》를 스트레인지리얼 내부의 시선에서 상세하게 묘사하고 제작비화를 수록한 아트북 《ACES at WAR A HISTORY》를 출간했다. 아트북은 《에이스 컴뱃 어설트 호라이즌》 일본 한정판에 수록되었다. 《ACES at WAR A HISTORY》는 이후 그 내용을 보강하여 《에이스 컴뱃 7》 한정판에 수록되었다.